# مدفع إس كيه عيار 15 سم طول 45
مدفع إس كيه عيار 15 سم طول 45، هو مدفع بحري ألماني استُخدم خلال الحرب العالمية الأولى والثانية.

## الخدمة البحرية
كان مدفع إس كيه عيار 15 سم طول 45 مدفعًا بحريًا واسع الاستخدام في العديد من فئات السفن الحربية والطرادات خلال الحرب العالمية الأولى، سواء في المكمن أو الأبراج. تم بناؤه من أنبوب A وطبقتين من الحلقات مع مغلاق انزلاقي أفقي من شركة كروب. خلال الحرب العالمية الأولى، أعيد تسليح بعض الطرادات التي كانت مسلحة بمدافع عيار 10.5 سم بهذه الأسلحة. وفي الحرب العالمية الثانية، استُخدم مدفع إس كيه عيار 15 سم طول 45 على نطاق واسع كمدفع ساحلي وكتسليح رئيسي على الطرادات المساعدة الألمانية.
تشمل فئات السفن التي حملت مدفع إس كيه عيار 15 سم طول 45:
- فئة بريمن
- فئة برومر
- فئة غراودنز
- فئة كولبرغ
- فئة ماغديبورغ
- فئة بيلاو

## الاستخدام
| نوع التركيب                                   | التسمية         | الوزن      | الارتفاع       | المدى (خلال الحرب العالمية الأولى) | فئات السفن                                                                      |
| --------------------------------------------- | --------------- | ---------- | -------------- | ---------------------------------- | ------------------------------------------------------------------------------- |
| تركيبات أحادية على قواعد في دشم               | MPL C/06        | 15,770 كجم | -7° إلى +20°   | 14.9 كم عند 20°                    | فئات ناساو، هيلغولاند، وكايزر، إس إم إس فون دير تان، فئة مولتكه، إس إم إس بلوخر |
| تركيبات أحادية على قواعد في دشم               | MPL C/06.11     | 16,533 كجم | -10° إلى +19°  | 13.5 كم عند +19°                   | فئة كونيغ، سيدليتز، فئة ديرفلينغر، لوتزو                                        |
| تركيبات أحادية على قواعد في دشم               | MPL C/13        | 17,950 كجم | -8.5° إلى +19° | 13.5 كم عند +19°                   | فئة بايرن، هيندنبورغ، فئة ماكنسن                                                |
| تركيبات أحادية على قواعد في دشم               | MPL C/13 المعدل | 18,350 كجم | -8.5° إلى +22° | 15.8 كم عند +22°                   | تعديل حربي لـ MPL C/13                                                          |
| تركيبات أحادية على قواعد في دروع نصفية مفتوحة | MPL C/14        | 16,185 كجم | -10° إلى +22°  | 15.8 كم عند +22°                   | فئة فيسبادن، فئة كونيغسبرغ                                                      |
| تركيبات أحادية على قواعد في دروع نصفية مفتوحة | MPL C/16        | 17,116 كجم | -10° إلى +27°  | 16.8 كم عند +27°                   | فئة كولن، إس إم إس إمدن                                                         |
| تركيبات أحادية على قواعد في دروع نصفية مفتوحة | MPL C/16 المعدل | -          | -10° إلى +30°  | 17.6 كم عند +30°                   | تعديل حربي لـ MPL C/16                                                          |

## الذخيرة
زود المدفع بذخيرة من نوع التحميل المنفصل سريع الإطلاق. بلغ طول القذائف 61 سم (2 قدم) مع شحنة واحدة معبأة في كيس، تزن ما بين 13 إلى 14 كجم (29–31 رطلاً). كان المدفع قادرًا على إطلاق الأنواع التالية من القذائف:
- خارقة للدروع: 45.3 كجم (100 رطل)
- شديدة الانفجار ذات قاعدة بصاعق: 45.3 كجم (100 رطل)
- شديدة الانفجار ذات أنف بصاعق: 45.3 كجم (100 رطل)
- قذيفة عادية: 45.3 كجم (100 رطل)

## مدفع الدفاع الساحلي
استخدم نفس المدفع في مهام الدفاع الساحلي في مواقع خرسانية بعد الحرب العالمية الأولى. أحد الأمثلة على ذلك كانت البطارية الثالثة لكتيبة المدفعية البحرية 604 في جيرسي. والتي استخدمت قذائف يبلغ وزنها 44 كيلوغرامًا ويصل مداها إلى 18,000 متر.